# Wapiti
En wapiti (eller elk, latinsk navn: cervus canadensis) er en nordamerikansk hjorteart. Den er større end den europæiske kronhjort. Tidligere troede man den var en kronhjort-variant, men den ses i dag som en separat art.